# Kliment de Dithmaria
Kliment de Dithmaria OFM, též de Diethmaria nebo Clemens de Ditmaria, v starší františkánské historiografii někdy zvaný Kliment Bimarský byl německý františkán působící v 2. polovině 15. století v Čechách. Latinský přídomek původu „de Dithmaria“ byl řádovou historiografií vysvětlován jako z Dětmarovic (lat. Dithmarvilla). Pocházel však z oblasti Dithmarschen v Holštýnsku a česky by mohl být nazýván Kliment z Dithmarschen. Byl tedy původem a zřejmě i jazykem Němec, šlechtického původu a obzvláště vynikal znalostí klasických jazyků.
Stal se mistrem svobodných umění v Lipsku, kde roku 1452 s dalšími 60 studenty vstoupil pod vlivem kázání sv. Jana Kapistrána do františkánského řádu. Získal akademickou hodnost magistra teologie. Noviciát strávil ve Vratislavi, poté převeden do Vídně, kde byl vícekrát klášterním představeným (kvardiánem). Po rozdělení středoevropské františkánské provincie roku 1479 přešel do české provincie, nejspíš do Brna a po založení kláštera v Jindřichově Hradci okolo roku 1460 tam. Na založení hradeckého kláštera se zřejmě podílel a působil v něm jako kvardián okolo r. 1460 (někdy uváděn jako brněnský kvardián ca 1470-80). V roce 1486 se vrací do Brna, rovněž jako klášterní představený. Údaje o Klimentově úmrtí se rozcházejí. Podle pozdějších řádových dějin Bernarda Sanniga zemřel v Brně 25. ledna 1487 během moru, podle jistého řádového nekrologia tamtéž 15. ledna 1486. Řádový barokní historik Severin Vrbčanský uvádí úmrtí v slezském Jaworu.
Podle řádových pramenů, zřejmě nekrologia, měl být „velmi výmluvný posel slova Božího a velmi ostrý pronásledovatel kacířů“. Františkánská historiografie jej od 17. století až do moderní doby ztotožňovala s Klimentem Bosákem, rovněž [kazatel]em v Jindřichově Hradci a autorem textů duchovních písní, šlo však o dvě odlišné osobnosti.